# Naruto Shippūden: Gekitō Ninja Taisen! EX 3
Naruto Shippūden: Gekitō Ninja Taisen! EX 3 est un jeu vidéo sorti sur Wii en 2008 au Japon exclusivement. C'est le troisième volet des Naruto Shippūden: Gekitō Ninja Taisen! EX,,.

## Personnages jouables
- Naruto
- Sasuke
- Sakura
- Kakashi
- Gaï
- Lee
- Tenten
- Neji
- Hinata
- Kiba
- Ino
- Shikamaru
- Chôji
- Shino
- Asuma
- Kurenai
- Gaara
- Kankurô
- Temari
- Baki
- Yûgao
- Orochimaru
- Kabuto
- Saï
- Yamato
- Tsunade
- Jiraya
- Naruto jeune
- Sasuke jeune
- Hidan
- Kakuzu
- Deidara
- Sasori
- Hiruko
- Itachi
- Kisame